# Éric Aumonier
Éric Aumonier, né le 22 février 1946 à Paris, est un prélat catholique français. Prêtre puis supérieur du séminaire diocésain de Paris, il est titulaire d'un doctorat de théologie. Il est devenu en 1996 évêque auxiliaire de Paris, puis évêque du diocèse de Versailles en 2001. Il est depuis 2020 évêque émérite de Versailles.

## Biographie

### Jeunesse et formation
Éric Aumonier est né le 22 février 1946 à Paris. Ses parents sont Michel Aumonier, ingénieur, et sa mère née Miette Villenave. Il a deux frères dont l'un est prêtre[source insuffisante]. Il a fait sa scolarité dans l'enseignement public, et ses études secondaires au collège Saint-Jean-de-Passy.
Éric Aumonier a suivi l'ensemble de sa formation en vue de la prêtrise au séminaire français à Rome de 1964 à 1974. Il a obtenu une licence de philosophie et un doctorat de théologie.

### Prêtre du diocèse de Paris
Il a été ordonné prêtre le 22 juillet 1971 pour le diocèse de Paris.
Après avoir été vicaire à la paroisse Saint-Ferdinand-des-Ternes et aumônier de lycée de 1973 à 1977, il a été nommé directeur spirituel et enseignant en théologie au séminaire Saint-Sulpice à Issy-les-Moulineaux de 1977 à 1984.
Il est ensuite le premier supérieur de la Maison Saint-Augustin à Paris de 1984 à 1990, puis supérieur du séminaire diocésain de Paris jusqu'en 1996. Il est nommé en 1992 membre du conseil épiscopal et en 1993 chanoine titulaire de la cathédrale Notre-Dame de Paris.

### Évêque
Nommé évêque auxiliaire de Paris le 12 juillet 1996 avec le siège titulaire de Malliana par le pape Jean-Paul II, il est consacré le 11 octobre suivant par le cardinal Jean-Marie Lustiger assisté du cardinalJean-Louis Tauran et du cardinal André Vingt-Trois.
Il est nommé évêque de Versailles le 11 janvier 2001, et installé le 25 février 2001 en la cathédrale Saint-Louis-de-Versailles.
À son arrivée dans le diocèse, il fonde rapidement la maison Saint-Jean-Baptiste où est proposée aux jeunes une année dite propédeutique et où pendant un an ils pourront discerner sur leur vocation. En 2006[source insuffisante], il fonde la maison Pierre de Porcaro à Chatou où est dispensé le premier cycle de séminaire[réf. nécessaire].
Au sein de la Conférence des évêques de France, il est membre du Conseil pour la pastorale des enfants et des jeunes. Il a auparavant été membre de la Commission éducation, vie et foi des jeunes, du Comité du monde scolaire et universitaire et de la Commission de la famille.
Il commence la préparation en 2009 d'un synode pour le diocèse de Versailles sur le thème : « Un baptême à vivre » qu'il convoque officiellement le 30 mars 2010 en la cathédrale Saint-Louis de Versailles, celui-ci se déroule l'année suivante d'abord au sein de plus de 3600 équipes synodales suivi d'une assemblée synodales avec 400 personnes dont 70 jeunes, et finit par la publication le 8 octobre 2011 d'une lettre pastorale composée de 16 décrets synodaux et d'un suivi pour les 10 ans à venir. Selon lui, ce synode n'étant pas un synode organisationnel mais était destiné aux rencontres entre les différentes sensibilités du diocèse notamment sur la liturgie, ou encore entre les communes aisées et les quartiers difficiles.

Logo de l'année jubilaire dédiée à Saint Louis.

Le 12 janvier 2014, Éric Aumonier, annonce l'ouverture de l'année jubilaire Saint Louis à l'occasion du 800e anniversaire de sa naissance et de son baptême à Poissy. Le Diocèse de Versailles, dont le saint patron n'est autre que le roi de France Louis IX, organise plusieurs évènements dont des colloques historiques et religieux, la vénération de la sainte Couronne le 23 et 24 mars avec une arrivée de celle-ci par la voie fluviale pour être transportée en cortège dans la ville, et une messe présidée par lui-même. Mais aussi le rassemblement des « Mille et un Louis » du diocèse autour d'Éric Aumonier le 25 août, jour de la saint-Louis. L'année jubilaire sera clôturée le 23 novembre.
Le 27 février 2014, il nomme le père Patrick Bonafé vicaire général du diocèse en remplacement d'Olivier Leborgne devenu évêque d'Amiens, il préside la messe d'action de grâce de celui-ci le 30 mars 2014 en la Cathédrale Saint-Louis de Versailles.
À l'occasion de l'année Saint-Louis il fait intervenir le cardinal Jean-Louis Tauran sur « La vision chrétienne des relations entre chrétiens et musulmans »
À la suite de l'appel du pape François de venir en aide aux réfugiés en faveur de l'accueil des migrants de la crise migratoire touchant l'Europe, Aumonier relaie l'appel en rappelant que c'est même une obligation que ce soit pour les croyants ou les non-croyants, et le 11 septembre 2015 il annonce la célébration mensuelle d'une messe en langue arabe dans le diocèse.
Le 17 décembre 2020, le pape François accepte sa démission, peu avant ses 75 ans.
Depuis cette date, il a annoncé lors de sa messe d'action de grâce se mettre à la disposition de Michel Aupetit, archevêque de Paris. Ce dernier l'a nommé représentant de l'Église pour la restauration de la cathédrale Notre-Dame de Paris en remplacement du vicaire général Benoist de Sinety.

#### Nominations au diocèse de Versailles
Pendant son épiscopat au diocèse de Versailles, il obtient la promotion d'Olivier Leborgne comme prélat de sa Sainteté. 
Demandeur d'un évêque auxiliaire depuis 2012, le pape François accède à sa demande en 2018 et nomme Bruno Valentin alors curé de la paroisse Montigny-Voisins pour le seconder comme auxiliaire.
En outre il nomme chanoines de la cathédrale de Versailles :
- Louis-Marie Buffet (2002),
- Olivier Leborgne (2007)
- Albert Guimbert (2011)
- Jean-Pierre Allouchery (2011)
- Pierre Delort-Laval (2011)
- Yves Le Berre (2011)
- Alain Fleury (2012)
- Loïc Bélan (2012)
- Patrick Bonafé (2012)
- Jean-Marc Bot (2017, doyen)
- Marc Boulle (2017)
- Benoît Chevalier (2017)
- Matthieu Dupont (2017)

## Prises de position

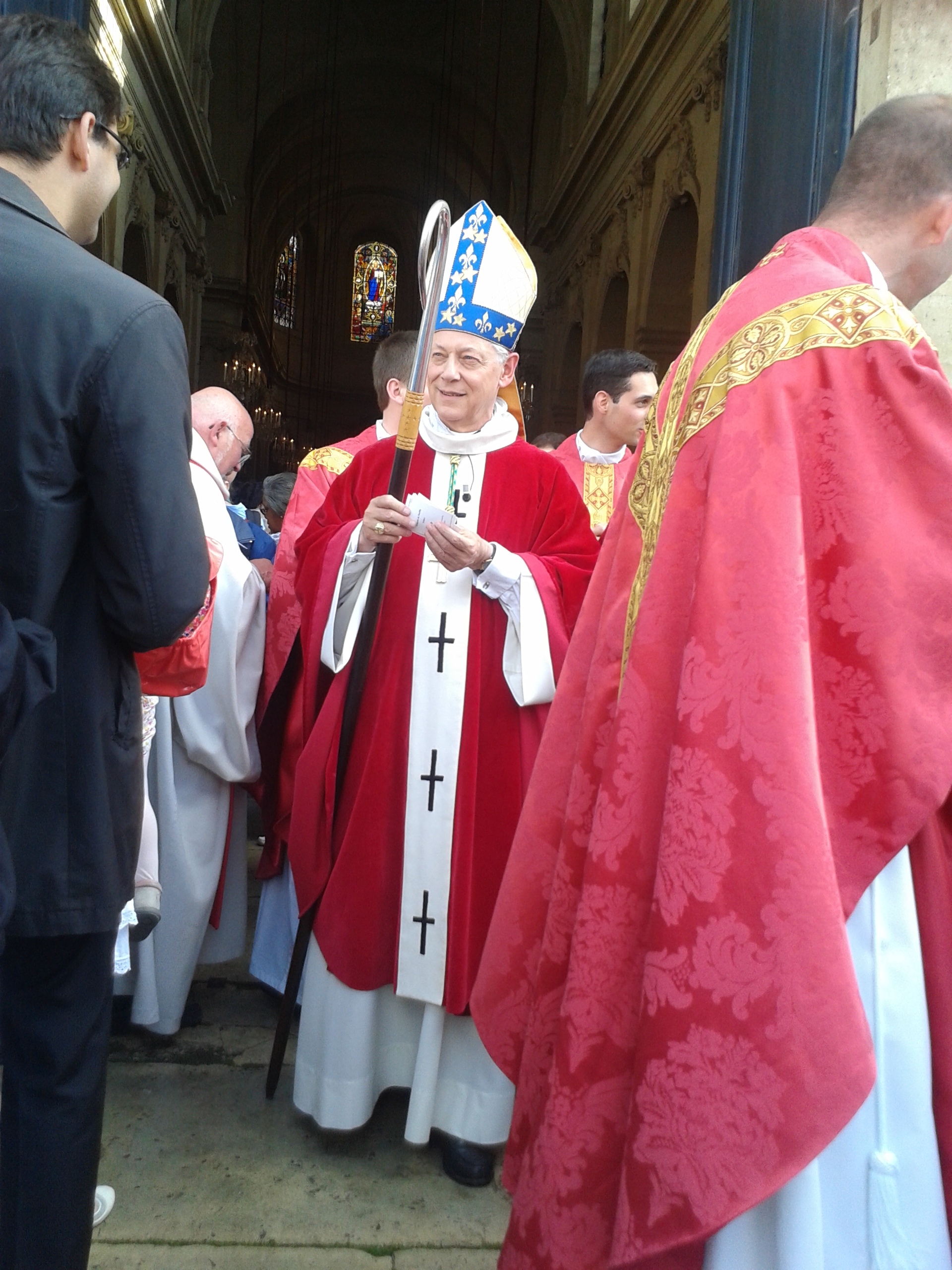
Éric Aumonier en 2014 à Versailles.

### Sur l’immigration
En 2006, alors qu'un projet de loi sur l'immigration et l'intégration était soumis au parlement français, Éric Aumonier rappelait l'exigence évangélique d'accueil de l'étranger sans toutefois minimiser la complexité des difficultés que cela entraîne[source insuffisante].

### Sur l’avortement
En 2007, il signe un éditorial très critique vis-à-vis de la loi Veil, considérant qu'elle n'a pas permis de diminuer le nombre d'avortements et qu'elle cherche à banaliser un acte dont la gravité est pourtant bien présente au fond de la conscience humaine[source insuffisante].

### Sur le mariage pour les personnes de même sexe
Dans une déclaration écrite publiée le 25 septembre 2012, il exprime le devoir de l'Église d'intervenir et de prendre position sur le sujet car « elle alerte les consciences, surtout quand les fondements de notre société sont remis en cause, quand le bien de la personne est en jeu. » Il rappelle la nécessité de mettre en avant le bien de l'enfant, en précisant que le droit à l'enfant n'existe pas. Il déclare que ce projet de loi est « une injustice profonde pour les enfants qui devront le subir ». Il invite donc les personnes de son diocèse à intervenir pour demander un débat et l'ouverture d'états généraux de la famille et du mariage[source insuffisante].

## Succession apostolique
Éric Aumonier a ordonné les évêques suivants :
- Évêque Bruno Paul Marie Valentin (2019)

## Publications
- Éric Aumonier, Semez l’Évangile, Paris/Les Plans-sur-Bex (Suisse), Parole et Silence, 2009, 141 p. (ISBN 978-2-84573-763-1)
- Éric Aumonier, Apprends nous à prier, Parole et Silence, 2010

## Distinctions
- Chevalier de la Légion d'honneur (décret du 31 décembre 2005[30])